# اچ‌ام‌اس سوینگر (۱۸۷۲)
اچ‌ام‌اس سوینگر (۱۸۷۲) (به انگلیسی: HMS Swinger (1872)) یک کشتی بود که طول آن ۱۲۵ فوت ۰ اینچ (۳۸٫۱۰ متر) بود. این کشتی در سال ۱۸۷۲ ساخته شد.